# Platygyra daedalea
Platygyra daedalea är en korallart som först beskrevs av Ellis och Daniel Solander 1786.  Platygyra daedalea ingår i släktet Platygyra och familjen Faviidae. IUCN kategoriserar arten globalt som livskraftig. Inga underarter finns listade i Catalogue of Life.